# Ompok bimaculatus
Ompok bimaculatus är en fiskart som först beskrevs av Bloch, 1794.  Ompok bimaculatus ingår i släktet Ompok och familjen malfiskar. IUCN kategoriserar arten globalt som nära hotad. Inga underarter finns listade i Catalogue of Life.